# MFF Charity Cup
Der MFF Charity Cup ist ein Fußballpokalwettbewerb in Myanmar. Der Charity Cup wird vom myanmarischen Fußballverband, der Myanmar Football Federation, organisiert. Bei dem Spiel treffen der Meister der Myanmar National League und der Gewinner des General Aung San Shield aufeinander. Erstmals wurde der MFF Charity Cup 2012 ausgetragen.

## Austragungsort

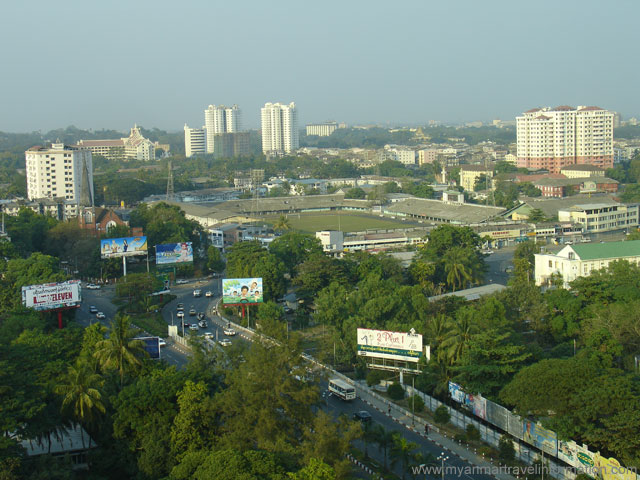
Bogyoke-Aung-San-Stadion

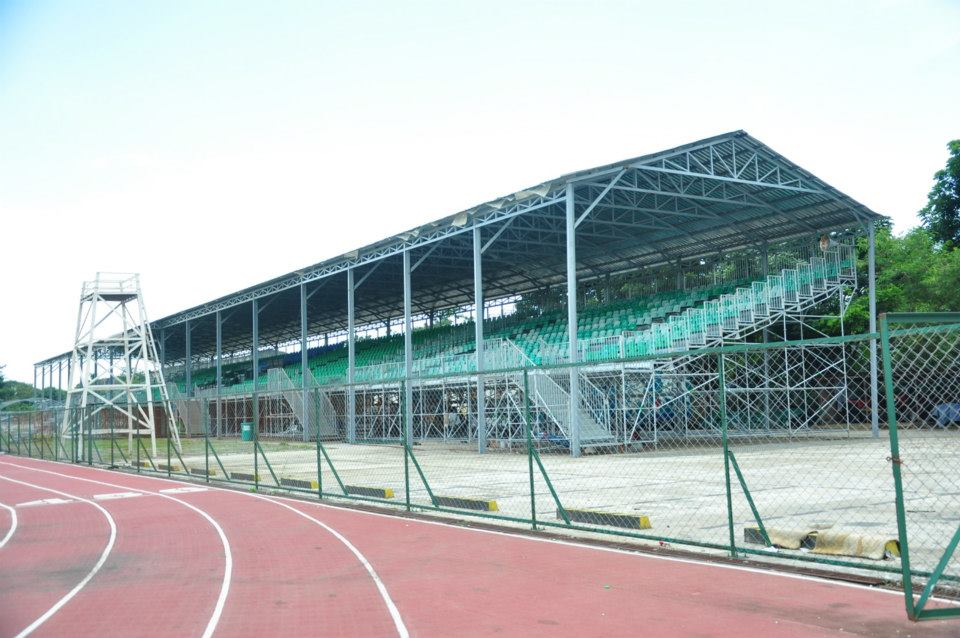
Yangon United Sports Complex

| Jahr | Stadion                      | Standort |
| ---- | ---------------------------- | -------- |
| 2012 |                              |          |
| 2013 |                              |          |
| 2014 |                              |          |
| 2015 | Bogyoke-Aung-San-Stadion     | Rangun   |
| 2016 | Bogyoke-Aung-San-Stadion     | Rangun   |
| 2017 | Bogyoke-Aung-San-Stadion     | Rangun   |
| 2018 | Bogyoke-Aung-San-Stadion     | Rangun   |
| 2019 | Bogyoke-Aung-San-Stadion     | Rangun   |
| 2020 | Yangon United Sports Complex | Rangun   |
| 2021 |                              |          |

## Teilnehmer
- Meister/Vizemeister der Myanmar National League
- Gewinner des General Aung San Shield

| Saison | Myanmar National League | General Aung San Shield |
| ------ | ----------------------- | ----------------------- |
| 2012   | Ayeyawady United        | Yangon United           |
| 2013   | Yangon United           | Ayeyawady United        |
| 2014   | Yangon United           | Kanbawza FC             |
| 2015   | Yadanarbon FC           | Ayeyawady United        |
| 2016   | Yangon United           | Ayeyawady United        |
| 2017   | Yadanarbon FC           | Magwe FC                |
| 2018   | Yangon United           | Shan United             |
| 2019   | Shan United             | Yangon United           |
| 2020   | Shan United             | Yangon United           |
| 2021   |                         |                         |

## Sieger seit 2012
| Jahr | Sieger           | Finalist         | Ergebnis         |
| ---- | ---------------- | ---------------- | ---------------- |
| 2012 | Ayeyawady United | Yangon United    | 0:0, 7:5 (n. E.) |
| 2013 | Yangon United    | Ayeyawady United | 1:0              |
| 2014 | Kanbawza FC      | Yangon United    | 2:0              |
| 2015 | Ayeyawady United | Yadanarbon FC    | 1:0              |
| 2016 | Yangon United    | Ayeyawady United | 1:0              |
| 2017 | Magwe FC         | Yadanarbon FC    | 3:0              |
| 2018 | Yangon United    | Shan United      | 2:2, 4:2 (n. E.) |
| 2019 | Shan United      | Yangon United    | 1:1, 4:3 (n. E.) |
| 2020 | Shan United      | Yangon United    | 2:1              |
| 2021 |                  |                  |                  |

## Rangliste
| Rang | Verein           | Titel | Jahr(e)          | 2. Sieger | Jahr(e)                |
| ---- | ---------------- | ----- | ---------------- | --------- | ---------------------- |
| 01   | Yangon United    | 3     | 2013, 2016, 2018 | 4         | 2012, 2014, 2019, 2020 |
| 02   | Ayeyawady United | 2     | 2012, 2015       | 2         | 2013, 2016             |
| 03   | Shan United      | 2     | 2019, 2020       | 1         | 2018                   |
| 04   | Kanbawza FC      | 1     | 2014             |           |                        |
| 04   | Magwe FC         | 1     | 2017             |           |                        |
| 06   | Yadanarbon FC    |       |                  | 2         | 2015, 2017             |